# Franz von Werneck
Franz von Werneck, né le 13 octobre 1748 à Stuttgart dans le duché de Wurtemberg et mort le 17 janvier 1806 à Hradec Králové, dans le royaume de Bohême, est un militaire autrichien au service de la monarchie de Habsbourg et de l'empire d'Autriche. Il participa successivement à la guerre austro-turque de 1788-1791, aux guerres de la Révolution française et aux guerres napoléoniennes. Sa carrière fut honorable jusqu'en 1797, date à laquelle il perdit une bataille et fut démis de ses fonctions. Rappelé à l'armée en 1805, il dut capituler la même année face aux Français avec la totalité de son corps. Sur le point d'être déféré en cour martiale, il mourut peu de temps avant son procès.

## Biographie

### Premières armes

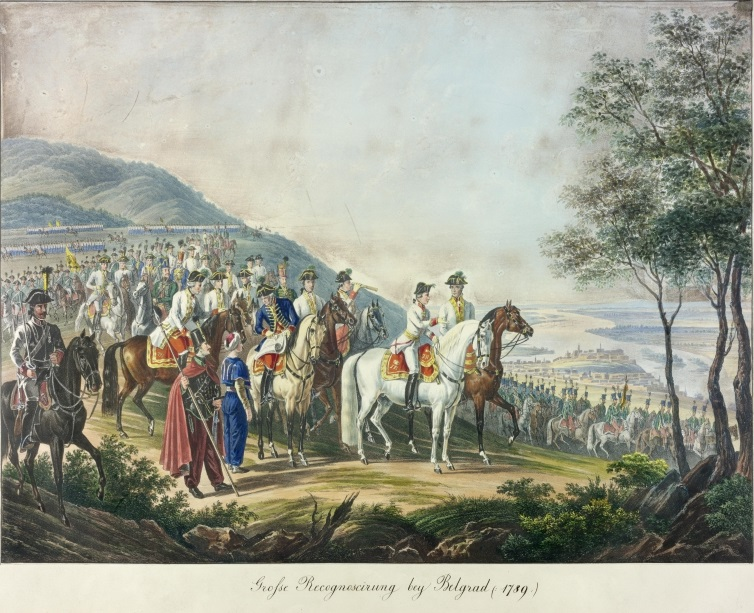
L'archiduc François et le feld-maréchal Laudon devant Belgrade en 1789. Werneck se distingua au cours du siège de cette ville.

Franz von Werneck naquit le 13 octobre 1748 à Stuttgart, dans le duché de Wurtemberg. Il était le fils du Feldzeugmeister Franz Mathias Friedrich von Werneck. Il s'engagea dans l'armée autrichienne en janvier 1763 en tant que premier lieutenant au régiment d'infanterie Wied. En février 1767, il fut transféré avec le grade de capitaine au régiment d'infanterie Stain no 50 et devint successivement major en troisième en juillet 1776, major en premier en novembre 1777, lieutenant-colonel en juillet 1778 et colonel du régiment le 24 avril 1784. Il épousa entre-temps Ernestine Sebastiane Reizenstein le 1er juin 1782. 
Au cours de la guerre contre la Turquie, il conduisit ses troupes à Slatina-Timiș le 13 septembre 1788, où il s'empara d'une colline défendue par les Ottomans avec 400 soldats. En août de l'année suivante, il combattit à Mehadia. Werneck s'illustra ensuite le 30 septembre 1789 au siège de Belgrade (en) à la tête de la 1re colonne d'attaque. Les unités placées sous ses ordres comprenaient un bataillon du régiment Stain, un bataillon de grenadiers et une compagnie de volontaires. Après la chute de Belgrade le 7 octobre, il fut nommé général-major le 9 du même mois, avant d'être fait chevalier de l'ordre militaire de Marie-Thérèse le 19 décembre 1790.

### Guerres révolutionnaires
Au début de la guerre de la Première Coalition, Werneck servait dans le corps du prince Frédéric-Guillaume de Hohenlohe-Kirchberg et participa au siège de Thionville, d'août à octobre 1792. Au mois de décembre, 20 000 soldats français commandés par le général Beurnonville envahirent l'électorat de Trèves, défendu par les troupes de Hohenlohe-Kirchberg. Le 4 décembre, celles-ci étaient complètement encerclées mais parvinrent néanmoins à repousser les attaques françaises. À ce stade du combat, Werneck se trouvait à Grevenmacher avec la réserve autrichienne, composée des régiments d'infanterie Matheson no 42 et Murray no 55 ainsi que de deux escadrons de chevau-légers du régiment Latour no 31. L'offensive française fut finalement annulée le 17 décembre et l'armée de Beurnonville se dispersa. 

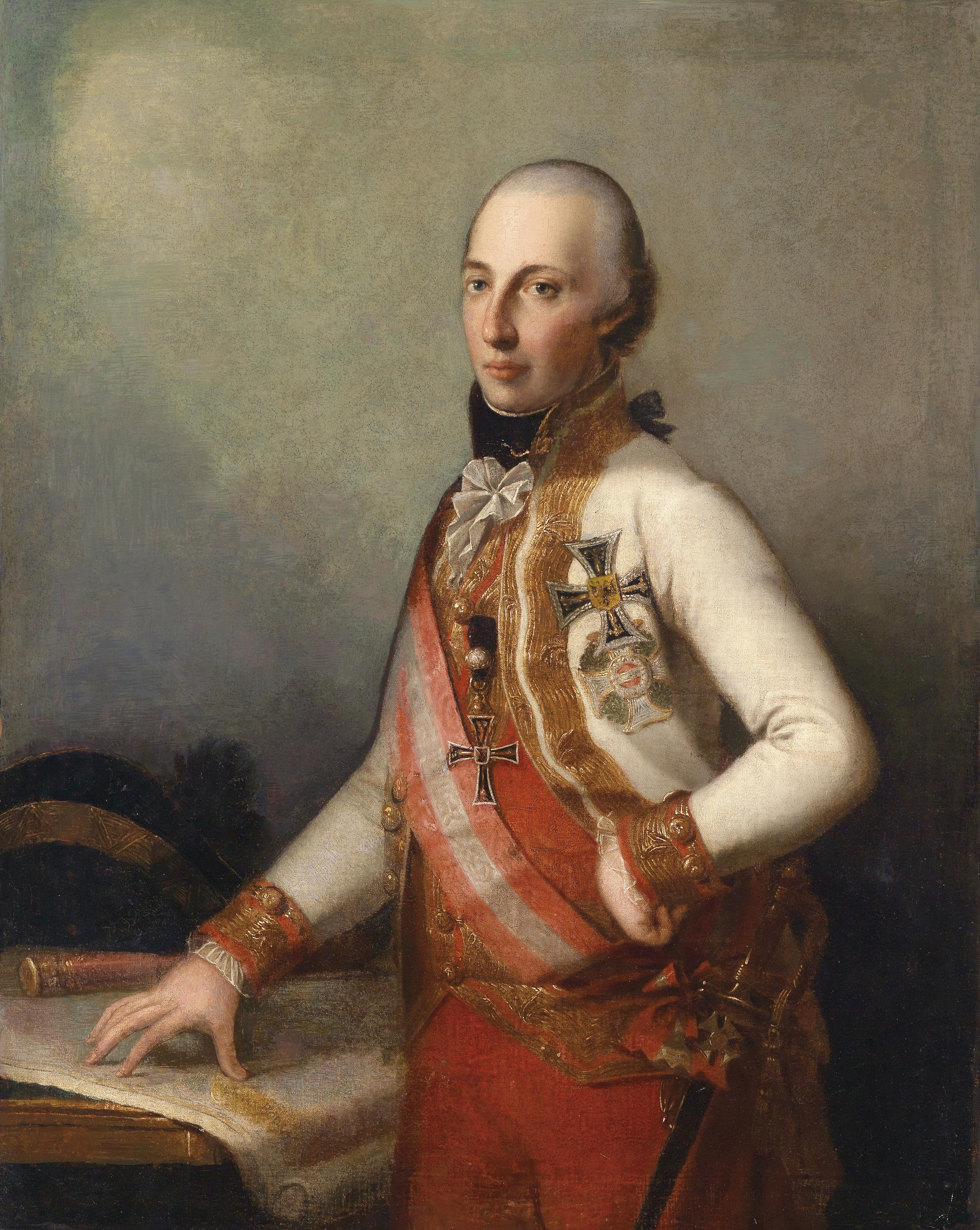
L'archiduc Charles-Louis d'Autriche, sous les ordres duquel Werneck fit la campagne de 1796.

Selon Smith et Kudrna, Werneck fut présent au combat d'Aldenhoven le 1er mars 1793 et à la bataille de Neerwinden le 18 mars, mais Enzenthal n'en fait pas mention. Il fut transféré sous les ordres du général Jean-Pierre de Beaulieu en février 1793 et prit part à la bataille de Famars le 23 mai, puis au siège de Valenciennes du 25 mai au 27 juillet. Il servit également au siège de Dunkerque et se distingua dans un combat sous les murs de la ville le 24 août, ce qui lui valut les compliments du duc d'York. Sa brigade fut affectée au corps du général Alvinczy au printemps 1794, et elle faisait partie de la réserve lors du combat du Cateau-Cambrésis le 29 mars de la même année. Après le siège de Landrecies en avril, il prit part à divers combats dans le courant du mois de mai et fut élevé au grade de feld-maréchal-lieutenant le 28 de ce mois. Quelques jours plus tard, le 2 juin, il battit la division du général Fromentin près de Charleroi et s'empara de Gosselies le lendemain. Il commanda encore une colonne à la première bataille de Fleurus le 16 juin 1794 mais dut suivre la retraite de l'armée sur le Rhin. Werneck obtint peu après un commandement en Hollande et tenta vainement de s'opposer à la prise de Nimègue par les Français. 
En 1795, Werneck intégra l'armée du général Clerfayt stationnée sur le Rhin, assistant notamment au blocus de Mayence le 29 octobre, où il commandait la réserve, et à la bataille de Pfeddersheim le 10 novembre. L'année suivante, il participa à la brillante campagne de l'archiduc Charles en Allemagne, se signalant notamment à Wetzlar le 15 juin et à Amberg le 24 août. Au cours de la bataille de Wurtzbourg, le 3 septembre 1796, il commandait une division de grenadiers forte de douze bataillons et appartenant à la réserve du général Wartensleben. Ses brigadiers avaient pour nom Johann Kollowrat, Joseph von Schellenberg (en) et Ludwig von Vogelsang (en). La division Werneck se distingua dans cette action en forçant le passage de Lengfeld. Le général fut récompensé le 18 septembre par la croix de commandeur de l'ordre de Marie-Thérèse. À la même période, alors que l'archiduc Charles faisait sa jonction avec le corps de Baillet de Latour, Werneck se retrouva à la tête de l'armée indépendante du Bas-Rhin. Il conserva sa position durant tout l'hiver, sans que les Français ne fassent quoi que ce soit pour l'en déloger. Dans une lettre datée du 26 novembre 1796, le chancelier Thugut écrivit que « Werneck a toujours été connu pour un très mauvais sujet, joueur de profession et par conséquent souvent réduit à sec, ou sujet à l'être par les chances du jeu ».

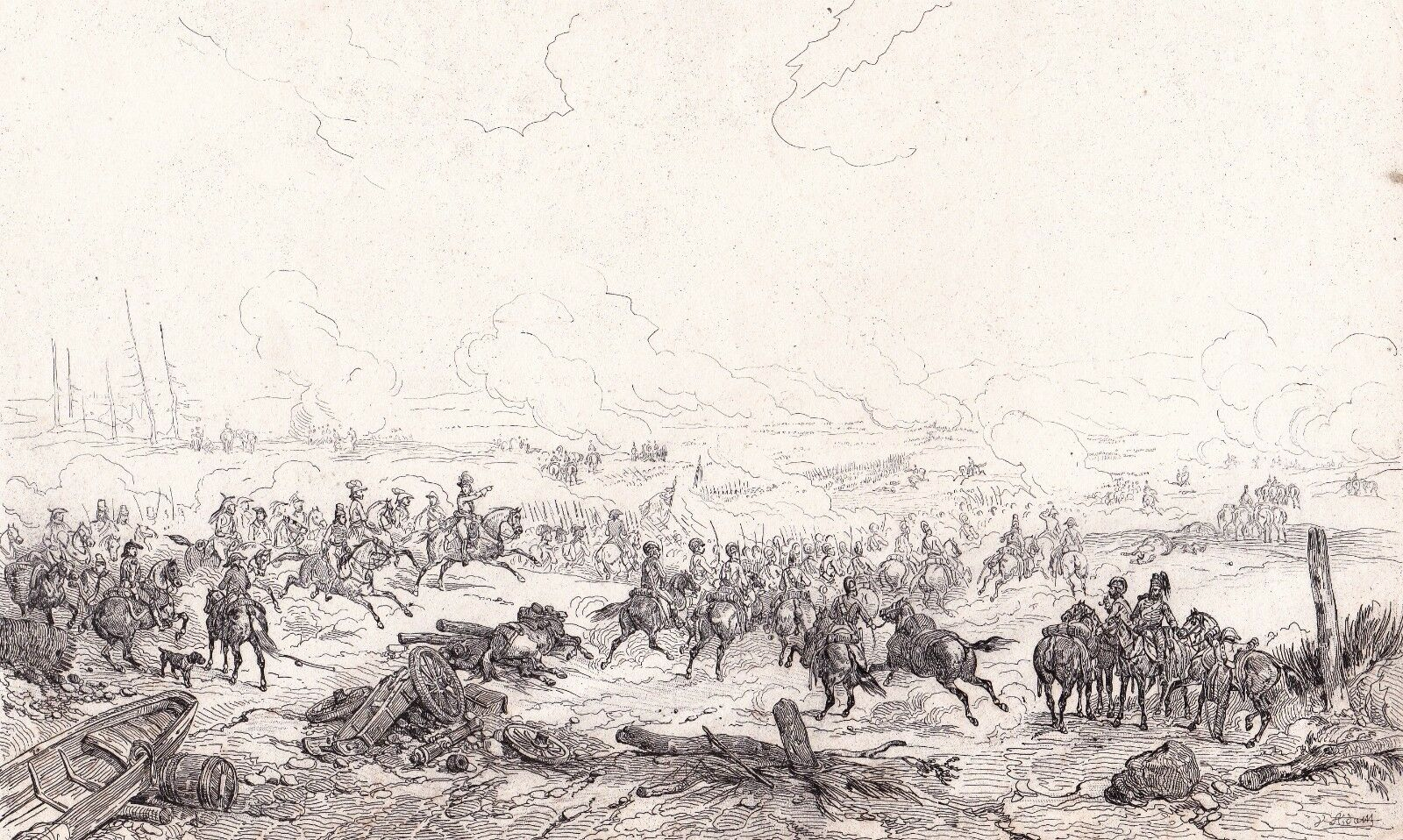
La bataille de Neuwied, le 18 avril 1797, se solda par une victoire des Français sur les troupes de Werneck. Gravure de Victor Adam, 1839.

Le 18 avril 1797, les 38 000 soldats français de l'armée de Sambre-et-Meuse, commandés par le général Hoche, attaquèrent par surprise les 21 000 hommes de Werneck lors de la bataille de Neuwied. S'étant aperçu la veille qu'une division française sous les ordres du général Championnet menaçait l'aile droite de son dispositif, Werneck avait prélevé des troupes sur son flanc gauche, dirigé par le général Kray, afin de renforcer sa droite. Aussi, lorsque les divisions Grenier et Lefebvre commencèrent à franchir le Rhin à 3 h du matin le 18 avril, le commandant en chef de l'armée autrichienne fut pris au dépourvu et dut rappeler en catastrophe les hommes de Kray sur son aile gauche. Celle-ci fut culbutée par Lefebvre tandis que Grenier parvint non sans difficulté à se rendre maître des redoutes érigées par Kray à Heddersdorf. Après un combat acharné, les troupes autrichiennes furent contraintes d'abandonner le terrain, perdant 1 000 tués ou blessés, 3 000 prisonniers, 24 pièces d'artillerie, 60 wagons et cinq drapeaux alors que les pertes des Français ne se montaient qu'à environ 2 000 hommes. 
La bataille de Neuwied est qualifiée dans une source de « pire défaite infligée à l'Autriche depuis des années ». Le goût de Werneck pour le jeu a été cité comme l'une des causes de la débâcle : une source publiée trois ans après les événements écrit ainsi que « retenu par l’amour du jeu à Francfort […], il [Werneck] laissa à ses divisionnaires le soin de défendre sa ligne de front au moment où Hoche passait le Rhin ; et il ne parut à l’armée que pour y être témoin de la déroute la plus complète qu’ait offerte toute la guerre de la révolution ». L'armée vaincue, poursuivie par les troupes de Lefebvre, se replia sur Francfort et arriva à Ilbenstadt (de) le 22 avril. Le même jour, l'annonce de la signature du traité de Leoben arriva dans le camp français et un armistice fut conclu entre Hoche et Werneck. À la suite de sa défaite à Neuwied, Werneck fut placé en non-activité avec une demi-pension sur ordre de l'empereur le 26 juin 1797.

### Guerres napoléoniennes

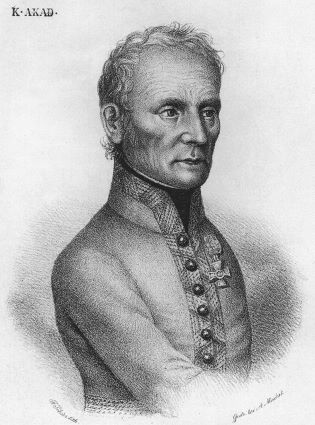
Le général Karl Mack, dont l'action à la tête de l'armée autrichienne d'Allemagne se solda par un désastre.

Au début de la  guerre de la troisième coalition en 1805, Werneck fut remis en activité et affecté à l'armée d'Allemagne. En dépit de quelques tentatives de réforme, l'armée autrichienne n'avait pas beaucoup évolué depuis le XVIIIe siècle. Les brigades et les divisions avaient un statut semi-permanent et la formation d'unités équivalentes à un corps d'armée ne se faisait qu'en fonction des circonstances. Il n'y avait pas d'état-major à l'échelle des corps et des divisions, contrairement à l'armée française qui disposait de brigades, de divisions et de corps d'armée permanents ; en outre, les troupes françaises avaient remporté plusieurs victoires notables en 1800 et l'arrivée au pouvoir de Napoléon Ier avait encore accru leurs capacités à l'aube de la campagne de 1805. 
À l'inverse, le commandant en titre de l'armée autrichienne, l'archiduc Ferdinand Charles Joseph d'Autriche-Este, ne s'entendait absolument pas avec son adjoint, le général Karl Mack. Alors que l'archiduc et le chef d'état-major de Mack, Anton Mayer von Heldensfeld, voulaient arrêter l'armée sur les bords du Lech, en accord avec la stratégie initiale des Coalisés, Mack insista pour avancer jusqu'à la rivière Iller en direction d'Ulm. Mayer fut limogé par l'empereur qui s'était rangé à l'avis de Mack et l'armée autrichienne commença à se regrouper sur l'Iller. Les flancs étaient défendus par les 11 000 soldats de Franjo Jelačić près du lac de Constance et par les 12 000 hommes de Michael Kienmayer stationnés à Ingolstadt, sur le Danube.
Du côté français, le Ve corps d'armée du maréchal Lannes et la cavalerie du maréchal Murat faisaient route vers Ulm tandis que le reste des forces de Napoléon contournait la citadelle en longeant la rive nord du Danube. Traversant le fleuve sur les arrières des Autrichiens, les Ier, IIe, IIIe, IVe et VIe corps français s'interposèrent entre Ulm et Vienne. Les Autrichiens furent défaits à la bataille de Wertingen et au combat de Günzburg les 8 et 9 octobre. Mack essaya de rompre l'encerclement mais sa tentative échoua le 11 octobre à la bataille de Haslach-Jungingen. Le 13 octobre, Mack ordonna finalement à Werneck de quitter Ulm et de se diriger au nord avec ses troupes pour échapper à la capture. La manœuvre était couverte au sud par le corps du général Riesch, établi à Elchingen. L'archiduc Ferdinand quitta à son tour la forteresse le 14 octobre, accompagné d'une poignée de cavaliers.

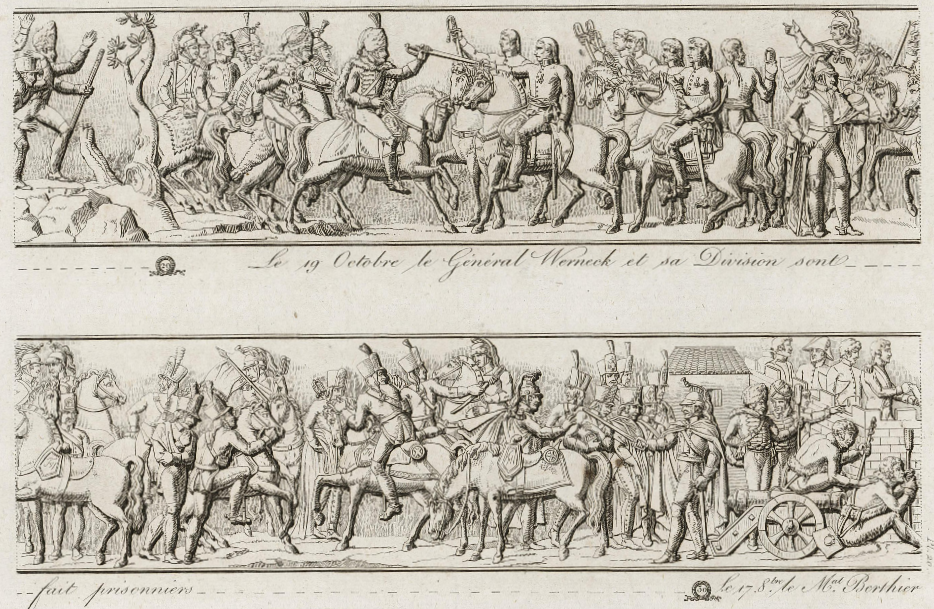
Reddition des troupes du général Werneck en octobre 1805 (par Pierre-Nolasque Bergeret, 1822).

Le 13 octobre au matin, Werneck se mit donc en route vers Heidenheim, au nord-est, avec 25 bataillons, 28 escadrons et trois compagnies de chasseurs tyroliens, soit environ 10 000 hommes. Le lendemain, le VIe corps français du maréchal Ney écrasa les troupes de Riesch à la bataille d'Elchingen, forçant les survivants à se réfugier dans Ulm. Murat se lança ensuite à la poursuite de Werneck. Un affrontement eut lieu le 16 octobre entre la cavalerie du corps de Ney et la division du prince de Hohenzollern-Hechingen à Langenau, à l'issue duquel 2 000 à 2 500 soldats autrichiens furent faits prisonniers. Werneck dut également se résoudre à abandonner une partie de son artillerie et de ses bagages. Le 17, à Herbrechtingen, les cavaliers de Murat rattrapèrent la brigade autrichienne du général Sinzendorf, forte de 5 000 hommes, et la détruisirent à moitié. L'historien Oleg Sokolov ne mentionne toutefois que 1 200 prisonniers dont le général Sinzendorf. Le même jour, les hommes de l'archiduc Ferdinand eurent maille à partir avec la cavalerie française à Nördlingen. 
Peu après, Murat rejoignit les débris du corps de Werneck à Trochtelfingen et contraignit ce dernier à déposer les armes à 11 h du matin, avec trois autres généraux, 91 officiers et 1 553 soldats. Smith mentionne pour sa part 15 000 prisonniers. Les historiens ne sont pas d'accord sur la date exacte de la reddition de Werneck : Sokolov situe cet événement le 17 octobre et Enzenthal le 18, tout comme Smith. Les unités autrichiennes situées à proximité furent aussi incluses dans la capitulation. Cela concernait notamment la réserve d'artillerie de l'armée et cette dernière fut capturée en grande partie par les Français. Hohenzollern refusa néanmoins de se constituer prisonnier et prit la fuite avec dix escadrons. Ferdinand parvint quant lui à gagner la Bohême en compagnie du général Schwarzenberg et de douze escadrons de cavalerie. Le 20 octobre, Mack capitula dans Ulm avec 25 365 officiers et soldats et 65 pièces d'artillerie.
De retour de captivité, Werneck fut présenté par Mack comme l'un des principaux responsables de la reddition d'Ulm, tandis que Friedrich von Gentz le qualifia d'« homme taré et conspiré ». Il mourut le 17 janvier 1806 à la forteresse de Königgrätz, dans l'attente de son procès. Certaines sources évoquent un arrêt cardiaque mais il est également possible qu'il se soit suicidé.